# Màrius Vilatobà Ros
Màrius Vilatobà Ros (Sabadell, 1907 - Mèxic, 1969) fou un pintor nascut a Sabadell, fill del fotògraf Joan Vilatobà Fígols.

## Biografia
Es va formar inicialment al costat del seu pare, dins del nucli d'artistes de Sabadell, però també va ampliar estudis a Mallorca i a l'Escola de Llotja de Barcelona, de la mà dels pintors Vicenç Borràs Abella i Fèlix Mestres.
L'any 1923, amb tan sols setze anys, va exposar per primera vegada a l'Acadèmia de Belles Arts de Sabadell, presentant tres paisatges dels quals se'n va elogiar el temperament i els colors brillants i consta que repetí l'experiència els dos anys següents. El 1925 i l'any següent va obtenir la medalla d'argent del Premi Masriera de paisatgistes catalans i l'any 1927 va aconseguir la medalla d'or.
A partir d'aquí va anar assolint un cert ressò a Barcelona, on va participar en diferents exposicions col·lectives i l'any 1930 va presentar la seva primera exposició individual, a la Sala Parés. Aquell mateix any també havia participat en l'exposició col·lectiva de pintures antigues i modernes de les Galeries Laietanes. Als anys trenta va mostrar la seva obra a diferents galeries de la ciutat, com les Galeries Syra (1935) o la Barcino (1936). Van ser anys molt prolífics, durant els quals va viatjar a París i Madrid.
L'esclat de la Guerra Civil el va fer marxar a Perpinyà, on viuria i exposaria fins al 1940. El 1942, però, residia novament a Barcelona i prenia part en l'Exposició Nacional de Belles Arts que es va fer a la ciutat. Uns anys més tard, el 1948, va emigrar a Buenos Aires i, d'aquí, va fer el salt a Mèxic, on va viure fins a la seva mort. El món artístic de Sabadell es va acomiadar del pintor amb un sopar organitzat per l'Acadèmia de Belles Arts de Sabadell, que el va nomenar soci d'honor. L'any 1967 va obtenir la medalla Vila Cinca de la 6a edició de la Biennal de l'Acadèmia de Belles Arts de Sabadell i l'any 1970 aquesta mateixa entitat va presentar una exposició antològica d'homenatge.
Un dels temes més destacats de la seva obra és el retrat, a més del paisatge del rodal de Sabadell, Tossa i altres indrets del territori català. Hom diu que la seva pintura beu de l'herència dels impressionistes francesos, especialment de Pierre-Auguste Renoir i la majoria d'autors en destaquen el traç decidit i l'expressió de la seva paleta.
El Museu d'Art de Sabadell conserva més de 80 obres de Màrius Vilatobà.

## Exposicions[14]

### Exposicions individuals
- 1941. Acadèmia de Belles Arts de Sabadell.[15]
- 1948. Cercle Sabadellès.[15]
- 1948. Acadèmia de Belles Arts de Sabadell.[15]

### Exposicions col·lectives
- 1923. Acadèmia de Belles Arts de Sabadell.[2]
- 1924. Acadèmia de Belles Arts de Sabadell.[16]
- 1925. Acadèmia de Belles Arts de Sabadell. Hi presenta dos paisatges.[17]
- 1927. Segona exposició organitzada per l'Associació d'art. Galeries Laietanes (Barcelona). Obra: Retrato.[18]
- 1929. Exposición Internacional de Barcelona. Palau de Congressos, Barcelona.
- 1929. Exposición Internacional de pintura. Palau Nacional, Barcelona.
- 1930. Exposició venda de pintures antigues i modernes, Galeries Laietanes de Barcelona.
- 1930. Exposició del paisatge del Vallès. Casino de Granollers.
- 1931. Sala Parés, Barcelona.
- 1933. Exposició de primavera. Saló de Barcelona. Palau de Projeccions, Barcelona.
- 1933. Cinquantenari de la Sala Parés. Sala Parés, Barcelona.
- 1935. Exposició de Primavera. Saló d'Art Modern, Barcelona.
- 1942. Acadèmia de Belles Arts de Sabadell.[15]
- 1942. Exposició Nacional de Belles Arts, Barcelona.[10]
- 1943. Acadèmia de Belles Arts de Sabadell.[15]
- 1944. Acadèmia de Belles Arts de Sabadell.[15]
- 1944. Exposición Nacional de Barcelona.[1]
- 1946. Col·lectiva de socis del Cercle Sabadellès. Cercle Sabadellès.[15]
- 1948. Acadèmia de Belles Arts de Sabadell.[15]
- 1953. Primer Saló Biennal de Belles Arts. Caixa d'Estalvis de Sabadell.[15]